# Takeuchi (entreprise)

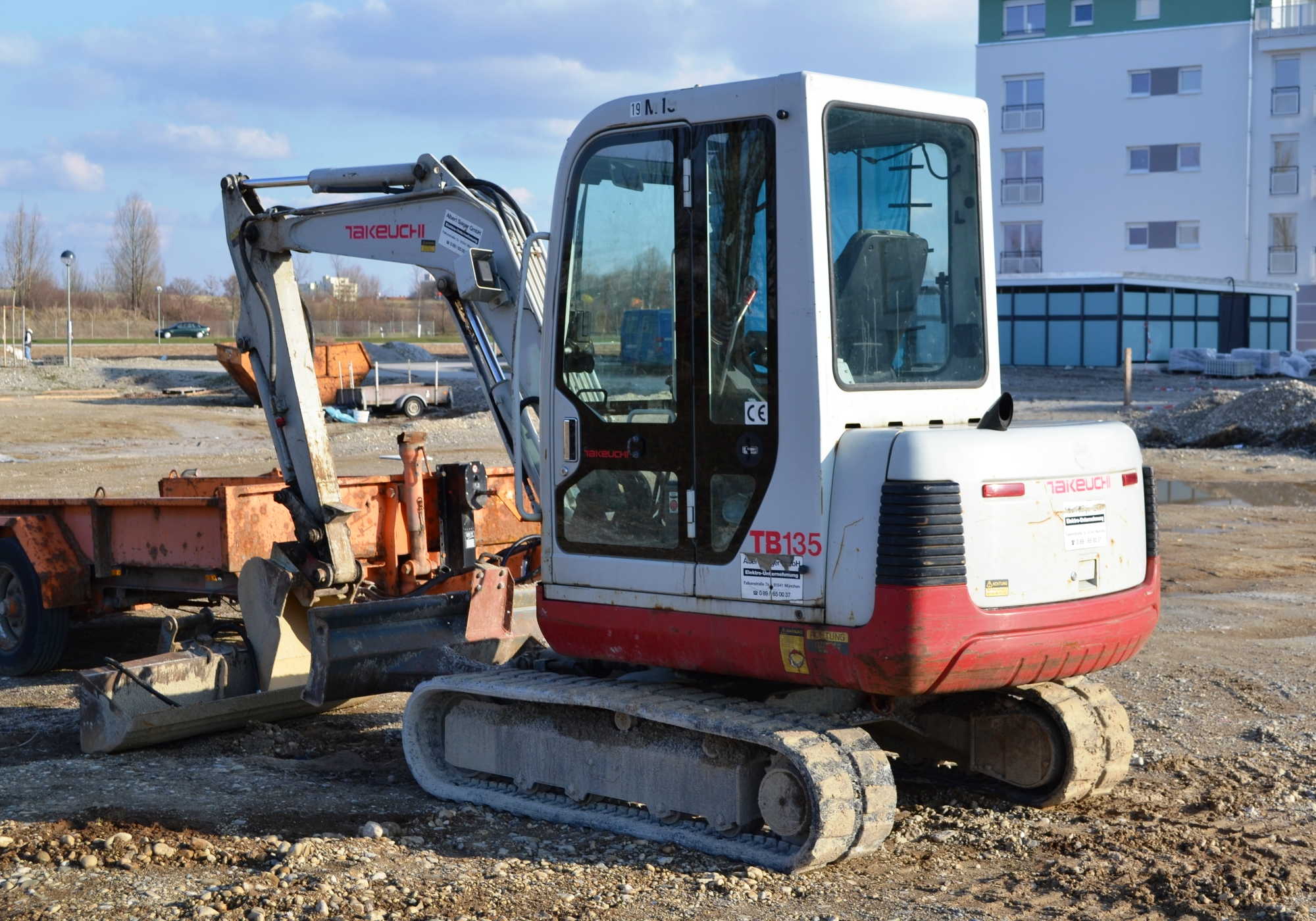
Takeuchi TB135.

Takeuchi est un fabricant japonais d'engins de chantier. Cette société a été fondée en 1963. Elle est l'inventeur de la minipelle (en 1970). Son siège social se situe à Nagano. Takeuchi est implanté en France depuis 2000. Takeuchi dispose de quatre usines au Japon desquelles sortent environ 14 000 machines chaque année après le pic de production et assemblage en l'année 2010 avec environ 16 000 machines (60 % sont exportées en Europe).